# Brumanhära
Brumanhära är en ö i Åland (Finland). Den ligger i Skärgårdshavet och i kommunen Kökar i landskapet Åland, i den sydvästra delen av landet. Ön ligger omkring 53 kilometer öster om Mariehamn och omkring 230 kilometer väster om Helsingfors.
Öns area är 8,4 hektar och dess största längd är 470 meter i öst-västlig riktning. Ön höjer sig omkring 10 meter över havsytan.
Runt Brumanhära är det glesbefolkat, med 11 invånare per kvadratkilometer.